# Distribution (Software)
Der Begriff Distribution stammt aus dem Lateinischen (distributio) und hat im Zusammenhang mit Software zwei unterschiedliche Bedeutungen: Softwarepaketierung und Softwareverteilung.

## Softwarepaketierung (EDV)
Eine Distribution ist eine Zusammenstellung von Software-Komponenten, die als Komplettpaket weitergegeben und unterstützt (technisch betreut) wird. Die Gründe dafür können verschieden sein. Ein typisches Beispiel sind Software-Komponenten, die nur dann sinnvoll genutzt werden können, wenn sie gemeinsam mit anderer Software installiert werden, oder weil ein Programm vom Vorhandensein anderer Programme abhängig ist, um gestartet werden zu können. Es kommt auch häufig vor, dass ein Distributor der Zusammenstellung eigene Besonderheiten mitgibt, die es in dieser Form nirgendwo anders gibt. Diese Zusammenstellung wird vom Distributor dann auch technisch betreut, also kostenfrei oder kostenpflichtig Kunden bzw. Benutzern technische Beratung als Dienstleistung angeboten.
Vor allen Dingen im Bereich der freien Software wird dieses Konzept häufig genutzt. So gibt es Linux-Distributionen ebenso wie Berkeley Software Distributionen und Distributionen freier DOS-Versionen. Der Vorteil für den Distributor liegt darin, dass er die quelloffene Software nahezu beliebig anpassen kann. So entsteht auch häufig die Situation, dass es für ein und dieselbe Software verschiedene Distributionen gibt. Diese basieren dann auf den gleichen Quelltexten, haben aber spezifische Eigenheiten in der Installation, im Erscheinungsbild (Look-and-Feel), in der konkreten Programmauswahl, im Design etc.

## Softwareverteilung
Von dem zuvor genannten Verständnis des Begriffs der „Distribution“ sind die Prozesse der Softwareverteilung zur gesteuerten Installation von Software auf Anwender-PCs in Unternehmen zu unterscheiden. Auch in diesem Zusammenhang spricht man von „Distribution“. In engem Zusammenhang zu den technischen Mechanismen zur Verteilung stehen typischerweise administrative Prozesse wie Zugriffs- und Lizenz-Management.